# Нива (Курганская область)
Нива — посёлок в Юргамышском районе Курганской области. Входит в состав Юргамышского поссовета.

## История
В 1976 году Указом Президиума ВС РСФСР посёлок маслозавода переименован в Нива.

## Население
| 1989 | 2002 | 2010 |
| ---- | ---- | ---- |
| 74   | ↘62  | ↘49  |

Национальный состав
Согласно результатам Всероссийской переписи населения 2002 года, в национальной структуре населения русские составляли 100 %.